# Archidiocèse de Mesembria
L'archidiocèse de Mesembria (latin: Archidioecesis Mesembriana) est un archidiocèse de l’Église catholique supprimé puis devenu siège titulaire.

## Histoire
Mesembria est une ville située sur la côte de Thrace, sur la mer Noire, identifiable avec la Bulgarie d'aujourd'hui est l'ancien siège de l'archidiocèse autocéphale de la province romaine du diocèse de Thrace.
Initialement Mesembria était suffragant de l'archidiocèse d'Andrinople. Autour du IXe siècle est élevé au rang de diocèse, comme en témoigne la notification épiscopale écrite par l'empereur byzantin Léon VI, où le siège est listé dans la 42e place parmi les archidiocèses sous la juridiction du Patriarcat de Constantinople.
Mesembria est actuellement le siège d'un archevêque titulaire et ce siège est actuellement vacant.
Ce titre a également été porté par l'archevêque Angelo Roncalli (futur pape Jean XXIII) quand il a été délégué apostolique en Turquie et en Grèce (1934-1944), puis nonce apostolique en France (1944-1953), jusqu'à sa nomination comme cardinal-prêtre de Santa Prisca.

## Titulaires

### Archevêques grecs
- Peter (mentionné en 680 )
- Mamalo (mentionné en 692 )
- Leo (mentionné en 787 )
- Timothy (mentionné en 879 )
- David (IXe siècle)[2]
- Gregory (mentionné en 1053 )

### Archevêque titulaires
- Carlo Margotti (8 mars 1930 - 25 juillet 1934), délégué apostolique en Turquie (en) et en Grèce (en)
- Saint Angelo Giuseppe Roncalli (30 novembre 1934 - 12 janvier 1953), délégué apostolique en Turquie (en) et en Grèce (en) puis nonce apostolique en France
- Silvio Oddi Angelo Pio (30 juillet 1953 - 28 avril 1969), délégué apostolique de Jérusalem et de Palestine (en), internonce en Égypte, nonce apostolique en Belgique (en) et internonce au Luxembourg (en)
- Loris Francesco Capovilla (25 septembre 1971 - 22 février 2014)

### Sources
- Fiche du siège titulaire de Mesembria sur catholic-hierarchy.org